# Smålands runinskrifter 36
Smålands runinskrifter 36 är en vikingatida runsten av gnejs som står rest i Bolmaryd, Nöttja socken och Ljungby kommun. Runstenen är 2,05 meter hög, 0,65 meter bred och 0,22 meter tjock. Stenen flyttades omkring 1913. Den fanns tidigare 6 meter längre söderut på samma gärde där den låg omkullfallen. Runorna vetter nu åt söder men var innan flytten vända åt väster.
En av personerna som nämns i inskriften, Öjvind/Vinter/Vend (namnet är svårtolkat), är troligen samma person som fått runstenen Sm 37 rest till minne av sig.

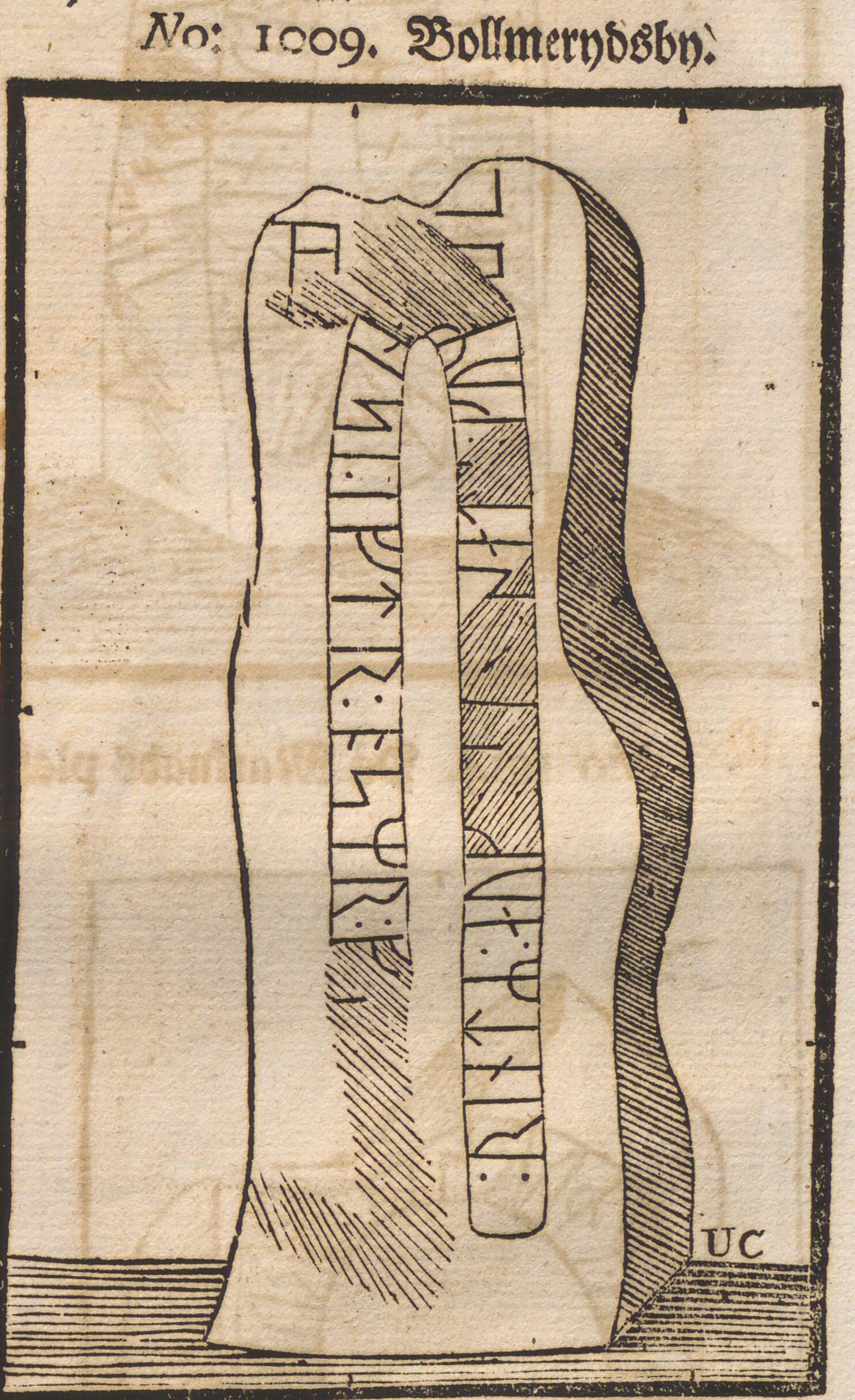
Sm 36 avbildad i Bautil.

## Inskriften
Translitterering av runraden:
: uintʀ : auk : -...[(i)]n : sat : kul : þusi : iftiʀ : osmr :
Normalisering till runsvenska:
Øyndr/Vintr ok [Sv]æinn/[St]æinn sattu kumbl þausi æftiʀ Assur/Asmar.
Översättning till nusvenska:
Öjvind/Vinter/Vend och Sven/Sten satte detta minnesmärke efter Åsmar.